# مردم توفا
مردم توفا (Тофалары, тофа) گروه کوچکی از مردمان ترک هستند که در استان ایرکوتسک روسیه زندگی می‌کنند. فرهنگ آنان بسیار شبیه مردم تووایی مجاورشان می‌باشد.